# Каризал Зарагоза (Санта Круз Итундухија)
Каризал Зарагоза (шп. Carrizal Zaragoza) насеље је у Мексику у савезној држави Оахака у општини Санта Круз Итундухија. Насеље се налази на надморској висини од 660 м.

## Становништво
Према подацима из 2005. године у насељу је живело 15 становника.

### Хронологија
| Година       | 2000        | 2005 |
| ------------ | ----------- | ---- |
| Становништво | 22 (7 / 15) | 15   |

### Попис
| # | Индикатор                        | Вредност |
| - | -------------------------------- | -------- |
| 1 | Укупно појединачних домаћинстава | 2        |